# USS John F. Kennedy (CV-67)

November
Juliet
Foxtrot
Kilo

USS John F. Kennedy (CV-67) é um super-porta-aviões norte-americano.

## História
O navio foi lançado em 27 de maio de 1967, tendo como madrinha Jacqueline Kennedy e sua filha Caroline Kennedy, na época com 9 anos. O navio leva o nome de John F. Kennedy (1917 - 1963), 35° presidente dos Estados Unidos (1961–1963). O presidente será novamente homenageado com o porta-aviões USS John F. Kennedy (CVN-79), que está sendo construído, com comissionamento previsto para o ano de 2018.

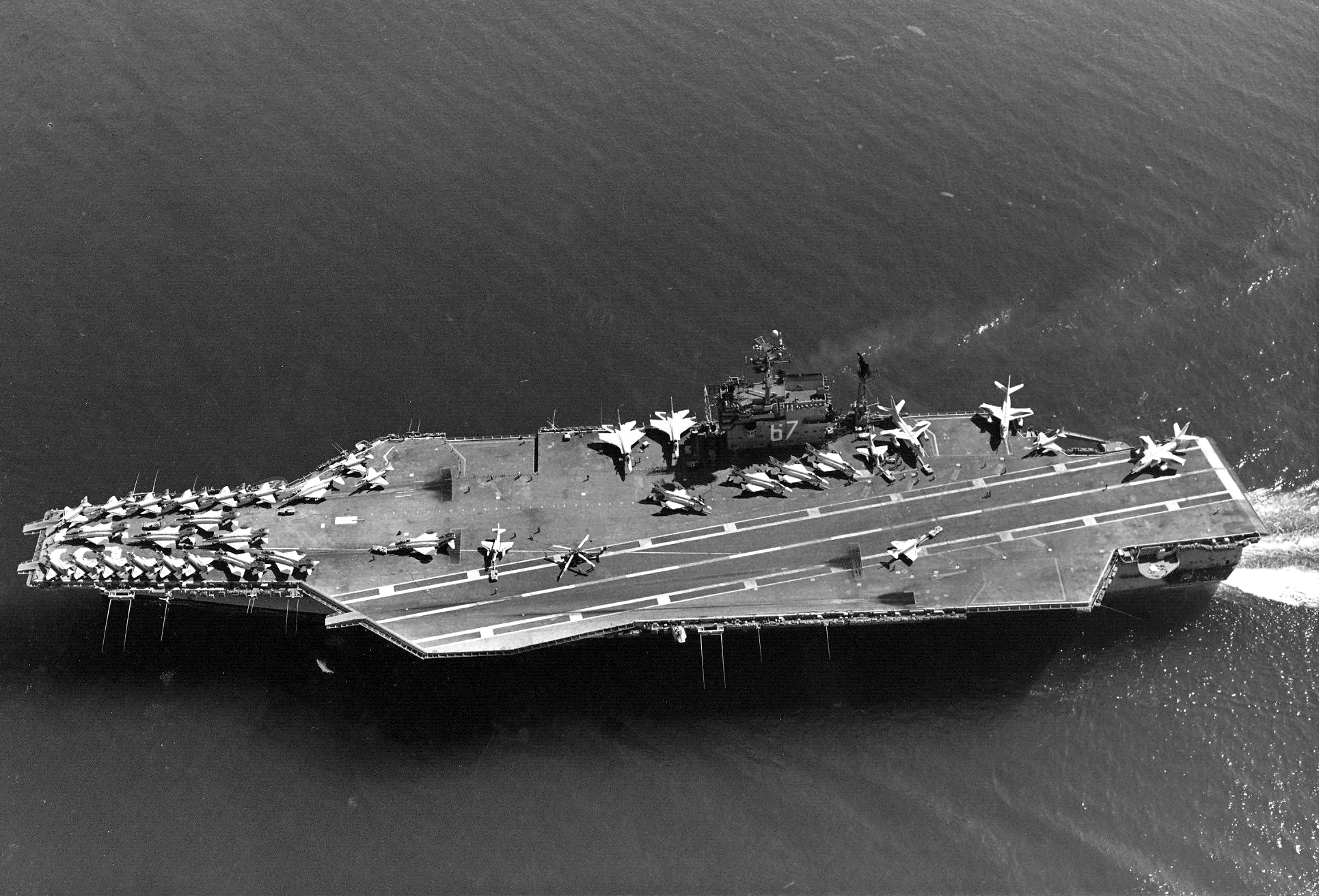
O porta-aviões em manobras em dezembro de 1968.
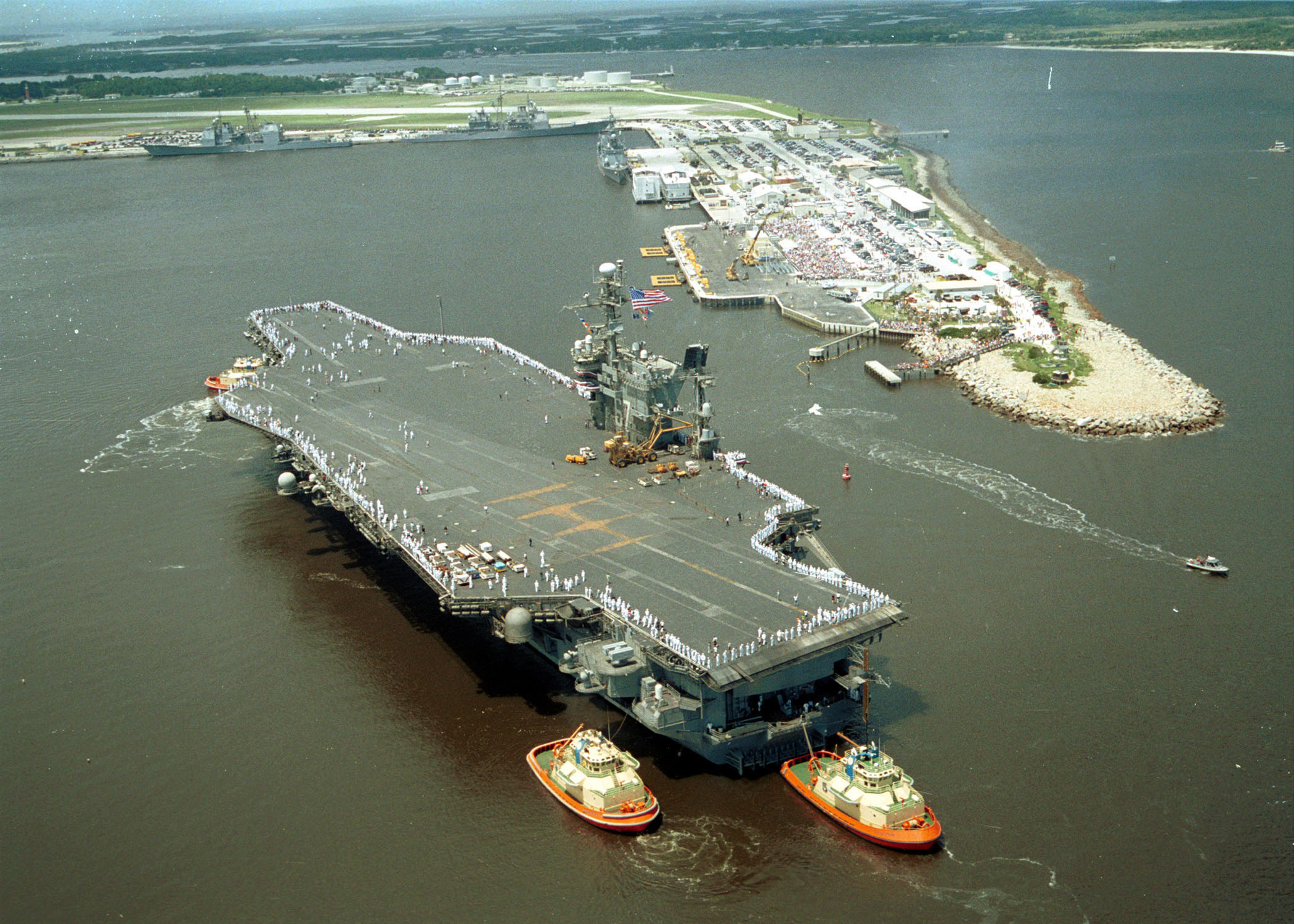
USS John F. Kennedy (CV-67) na Florida sendo guiado por rebocadores em 2002.

Após 40 anos de serviço na Marinha dos Estados Unidos, o USS John F. Kennedy foi descomissionado em 23 de março de 2007 e está ancorado na Base Naval de Mayport, na Flórida.
Foi oficialmente posto fora de serviço em 1º de Agosto de 2007 e aguarda destino, podendo ser transformado em museu.

## Características
A embarcação com tonelagem de 82 655 t, tem 320,6 metros de comprimento, e quando em operação podia alcançar 34 nós.